# Hagnagora buckleyi
Hagnagora buckleyi es una especie de polilla de la familia de las geométridas. Habitan el noroeste de Ecuador.
La parte superior e inferior de las alas son muy similares, el color de las alas posteriores son generalmente más pálidas. Las alas anteriores se caracterizan por tener una banda transversal naranja fuerte sobre un fondo marrón oscuro, y las alas posteriores tiene un color azul metálico entre las venas. El diseño de las hembras es similar, con campos azules que extienden más allá del ala anterior.